# Жебуньови
Жебуньови, Володимир Олександрович (1848—1915) і Сергій Олександрович (бл. 1849—1924) — революціонери-народники. Народилися в Олександрівському повіті Катеринославської губернії в сім'ї поміщика. Брали активну участь у революційному народницькому русі 1870-х рр. 1872 виїхали до м. Цюрих (Швейцарія), де організували народницький гурток. Восени 1873 повернулися до Російської імперії, входили до революційних народницьких гуртків у Києві та Одесі. Одеський гурток підтримував зв'язок із групою "чайковців" Ф.Волховського. В листопаді 1873 брали участь у роботі з'їзду народників-пропагандистів у Києві. 1874 як учасники руху "ходіння в народ" працювали вчителями в с. Кошари (нині село Конотопського району Сумської обл.) і вели пропаганду серед селян. Заарештовані в серпні 1874. За "процесом 193-х" (30 жовтня 1877 – 4 лютого 1878; див. Процеси над народниками) Сергія засудили до заслання, яке він відбував у м. Тобольськ (нині місто в РФ), співпрацював там у прогресивній пресі. Володимира виправдали. Після процесу він примкнув до "Народної волі". Провадив революційну роботу в Харкові, Полтаві, Києві, Казані (нині столиця Татарстану, РФ) та ін. містах. На початку 1881 очолював народовольську групу в Одесі. Після 1 березня 1881 введений до складу виконавчого комітету "Народної волі". Заарештований 31 липня 1881 і в березні 1882 висланий до Східного Сибіру на 5 років. Після повернення із заслання і Володимир, і Сергій відійшли від революційної діяльності.